# Menneval
 Menneval  là một xã thuộc tỉnh Eure trong vùng Normandie miền bắc nước Pháp.